# Weinfeld

Weinfelder Kirche mit Blick auf den Kirchturm

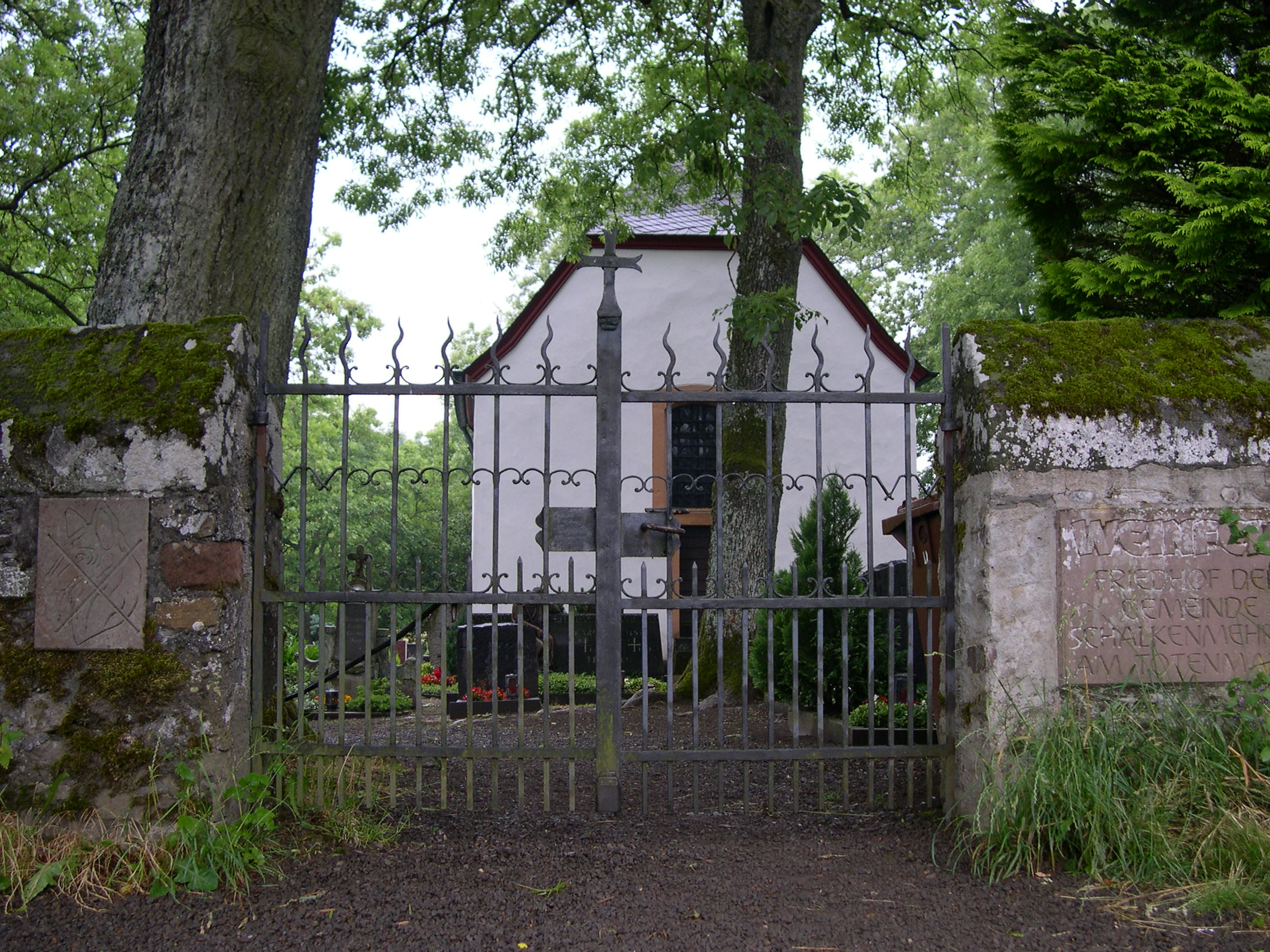
Weinfelder Kirche mit Blick auf Friedhof

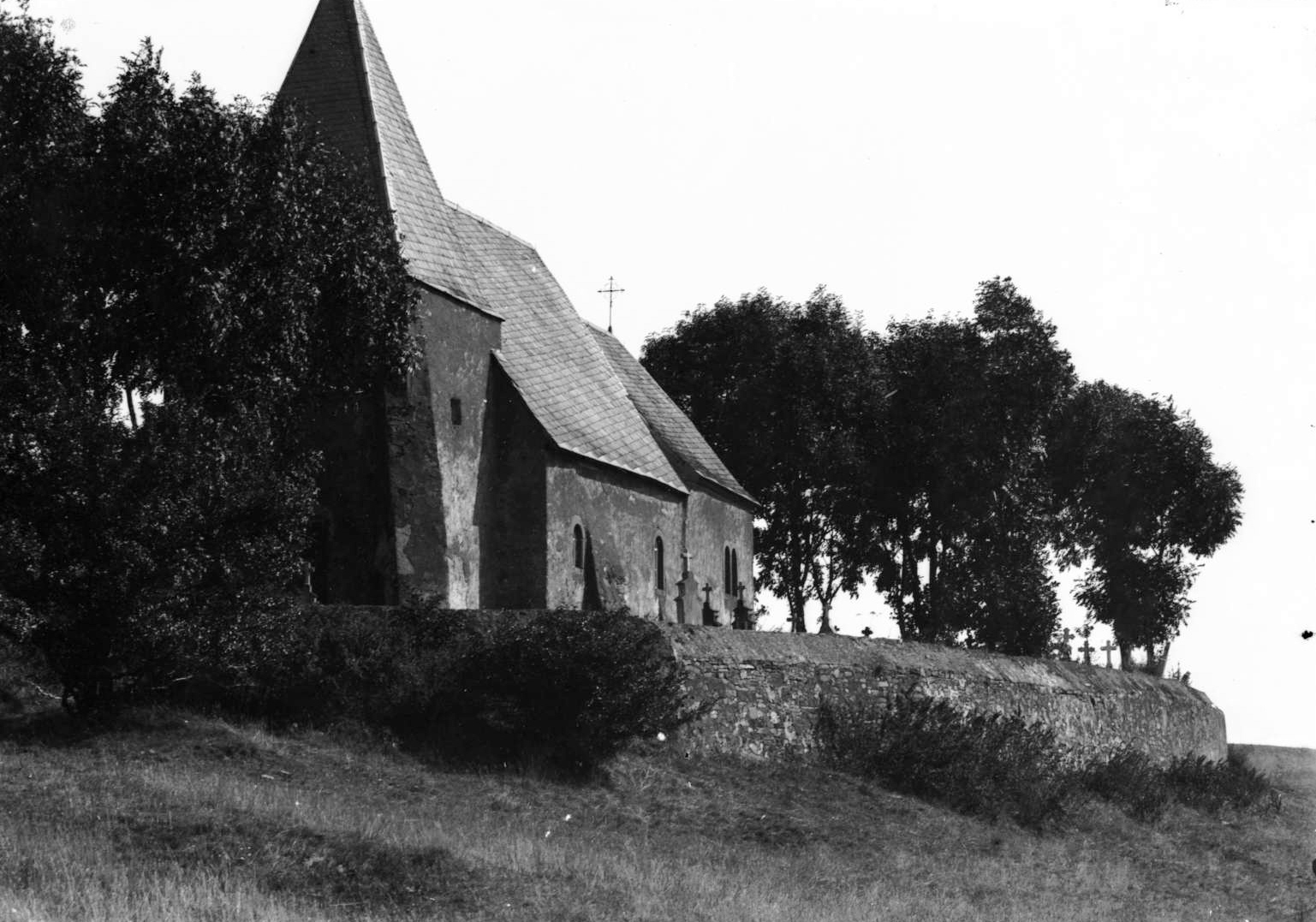
Weinfelder Kirche zwischen 1895 und 1904

Weinfeld (im 11. Jahrhundert Winelde, im 14. Jahrhundert Wyneveldt; etymologisch eventuell von „geweihtes Feld“ herzuleiten) ist eine Wüstung (aufgegebene Siedlung) am Weinfelder Maar in der Vulkaneifel, zweieinhalb Kilometer südöstlich von Daun.
Der Ort Weinfeld muss bedeutend gewesen sein, denn zur Pfarrei Weinfeld gehörten im 15. Jahrhundert auch die Orte Mehren, Schalkenmehren, Saxler und Udler sowie drei Häuser in Gemünden, die links der Lieser standen. Die Bevölkerung des Ortes ist im Mittelalter jedoch wegen Not, Brand oder Krieg abgewandert oder an der Pest verstorben. Der Ort wurde bis zum Jahr 1562 vollständig verlassen, und die Häuser über die Jahre von den Bewohnern der Nachbardörfer als Steinbruch genutzt. Als letzter verließ der Pastor Peter von Mehren 1562 den Ort und zog nach Schalkenmehren.
Von dem namengebenden Ort Weinfeld steht nun nur noch die dem Heiligen Martin geweihte Kirche in ihrem Friedhof, auf dem noch heute die Bewohner von Schalkenmehren beerdigt werden. Es handelt sich um eine der ältesten Kirchen der Eifel, die frühesten Fundamente stammen aus römischer Zeit, wie an deren Fischgrätenmuster zu sehen ist. Möglicherweise stand an dieser Stelle vorher schon ein keltisches Heiligtum. Zum ersten Mal erwähnt wird die Kirche im Jahr 1044, doch muss sie schon vorher bestanden haben, weil die Pfarrei Weinfeld schon 731 urkundlich erwähnt wird, und die Herren von Daun auf der Altburg ihre Kollatoren waren. Der heutige Westturm und der mit Kreuzrippen gewölbte Chor stammen aus dem 14. Jahrhundert und sind gotisch. Das heutige Kirchenschiff stammt von 1723. Bis 1726 war diese Kirche noch Pfarrkirche der umliegenden Dörfer, 1727 wurde dann das Allerheiligste nach Schalkenmehren übertragen, und ab 1803 wurde Schalkenmehren dann eine eigene Pfarrei. Die alte Kirche verfiel in der Folge langsam zur Ruine und wurde 1827 wegen Baufälligkeit gesperrt, bis sie nach einer mit der Bevölkerung von Schalkenmehren und staatlichen Zuschüssen durchgeführten Renovierung 1889 neu eingeweiht wurde.
Das gotische Altarbild der Kirche wurde im 20. Jahrhundert gestohlen. In der Kirche werden auch seit dem 18. Jahrhundert ein Gnadenbild der „Mutter der sieben Schmerzen“ und die Heiligen Rochus und Sebastian verehrt. Im Eingangsbereich der Kirche werden bis heute von Gläubigen marmorne Danktafeln angebracht, wenn Angehörige nach schweren Krankheiten gesunden.